# Bataille de Nachod
Guerre austro-prussienne
Batailles
- front austro-prussien

- Hühnerwasser
- Podol
- Trautenau
- Nachod
- Langensalza
- Oswiecim
- Münchengrätz
- Soor
- Skalitz
- Gitschin
- Königinhof
- Schweinschædel
- Sadowa (Königgrätz)
- Dermbach
- Kissingen
- Frohnhofen
- Aschaffenbourg
- Hundheim
- Blumenau
- Tauberbischofsheim
- Werbach
- Helmstadt/Uettingen
- Gerchsheim
- Uettingen/Roßbrunn/Hettstadt

- front austro-italien

- Custoza
- Val Vestino
- Cimego
- Pieve di Ledro
- Monte Nota
- Monte Suello
- Lissa
- Bezzecca
- Primolano
- Borgo
- Cimego
- Levico
- Versa

La bataille de Nachod est livrée le 27 juin 1866 pendant la guerre austro-prussienne de 1866. Les troupes autrichiennes sous les ordres du général Ramming sont mises en déroute par les Prussiens commandés par Steinmetz.

## Déroulement
La progression de la IIe armée prussienne à travers la Silésie, les monts des Géants et le Comté de Glatz s'est faite sans encombre. Les 9e et 10e division du Ve Corps d'armée, commandés par le général Karl Friedrich von Steinmetz, parties de Glatz, atteignent la frontière autrichienne à Schlaney en traversant Reinerz, le col du Hummel, Lewin et Gellenau. Là, le 26 juin à 17h00, l'avant-garde du général von Löwenfeld pénètre en Bohême et s'empare du poste-frontière de Běloves qui n'est défendu que par quelques soldats autrichiens, lesquels n'opposent qu'une résistance de principe avant de se replier.

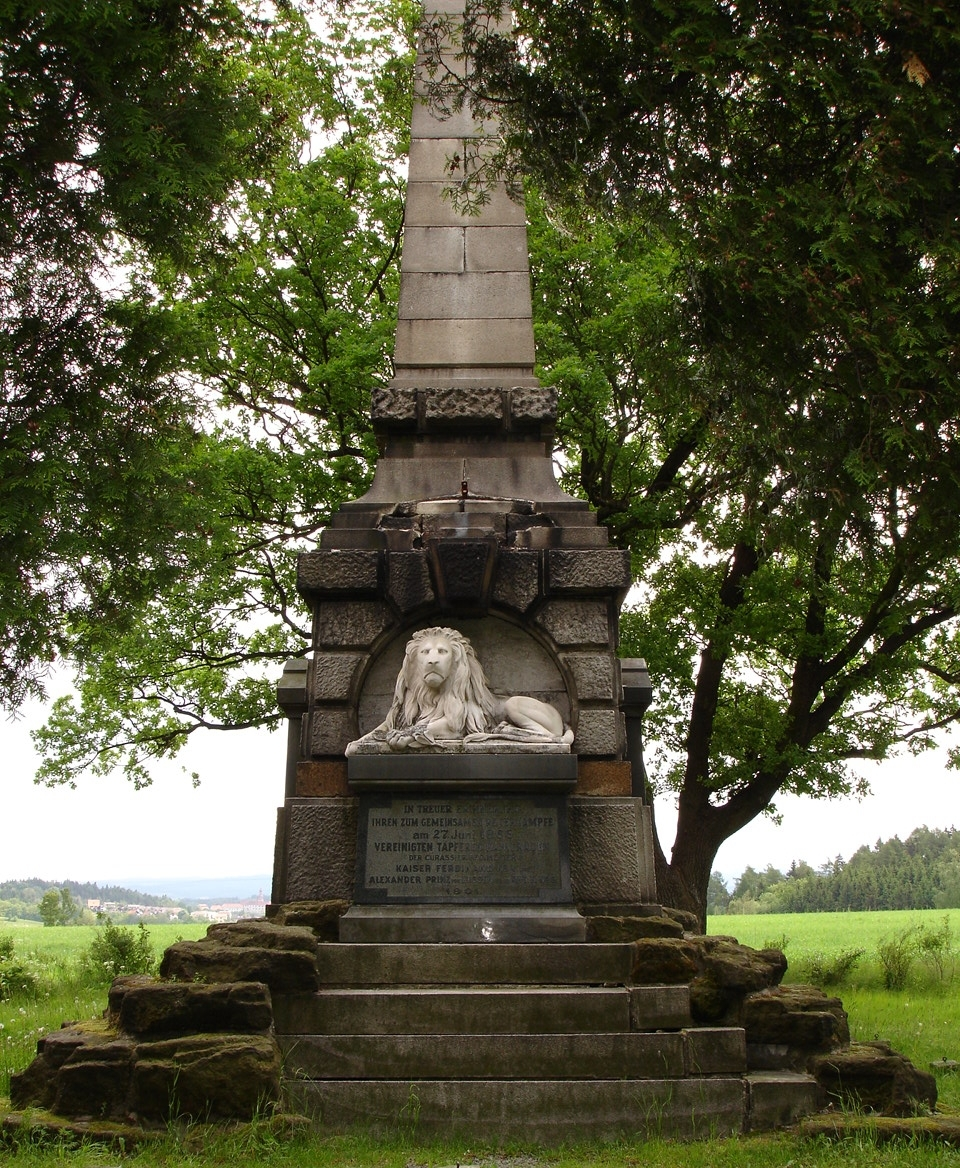
Monument aux morts au sommet de la butte de Vysokov.

Cette même avant-garde s'empare dans la nuit de la ville et du château de Náchod sans difficultés et prend position au matin du 27 juin sur la crête du défilé de Branka, au  sud-ouest de Nachod, entre Staré Město et Václavice, parallèlement à la route reliant Neustadt-an-der-Mettau à Vysokov. Les quelque 28 400 hommes du général von Steinmetz sont à ce moment encore dans la région de Glatz.
Le VIe Corps du général autrichien Wilhelm von Ramming est parti au petit matin d'Opotschno vers Neustadt-an-der-Mettau pour s'interposer entre Skalitz-de-Bohême et Vysokov. Il emmène quatre brigades, commandées par les colonels Georg von Waldstätten, Johann Jonák, et les généraux Moritz Hertweck et Ferdinand von Rosenzweig (de). Ils atteignent le futur champ de bataille entre 8h30 et 11h00 du matin.
Herweck, qui est à l'avant-garde, tente de tourner l'ennemi par Šonov et Václavice. Il parvient à prendre position à l'église et dans le cimetière de Václavice, et met un terme à la fusillade des Prussiens ; puis ses chasseurs se retranchent en attendant le renfort de la brigade Jonák à 10h30. Les Prussiens s'enfuient dans le bois voisin, puis reprennent leurs tirs d'escarmouche.
L'attaque de la brigade Jonák se porte d'abord sur les soldats prussiens embusqués en forêt, et avec l'aide de la brigade Rosenzweig, les Autrichiens repoussent leur ennemi jusqu'aux collines de Branka. Mais alors que le reste de l'armée prussienne arrive, l'attaque autrichienne marque le pas. Dans le même temps, la brigade Waldstätten atteint Vysokov depuis Skalitz-de-Bohême et Kleny.
Vers 11h00, dans la plaine séparant Václavice de Vysokov, un combat sanglant oppose pendant plus d'une demi-heure la cavalerie du général de Solms, appuyée par une forte artillerie, à la brigade de Karl Heinrich von Wnuck (de). À 12h30, le général Ramming, estimant que la bataille est gagnée, envoie un message de victoire au général en chef autrichien, Ludwig von Benedek, basé à Josefstadt ; mais les Prussiens, loin d'abandonner la partie, accumulent à présent de nouvelles troupes, repoussant les Autrichiens sur l'axe Provodov–Šonov. À 14h00, Waldstätten ordonne un nouvel assaut sur Vysokov ; mais le général Ramming donne lui-même à 16h00 l'ordre de repli à la brigade Rosenzweig pour éviter un complet désastre.

## Sources
- (en) T. Miller Maguire et William V. Herbert, Notes on the Campaign between Prussia and Austria in 1866, Solihull, Helion & Company, 2001, 2e éd. (1re éd. 1897), 57 p. (ISBN 978-1-874622-26-0)